# Valla sandwich

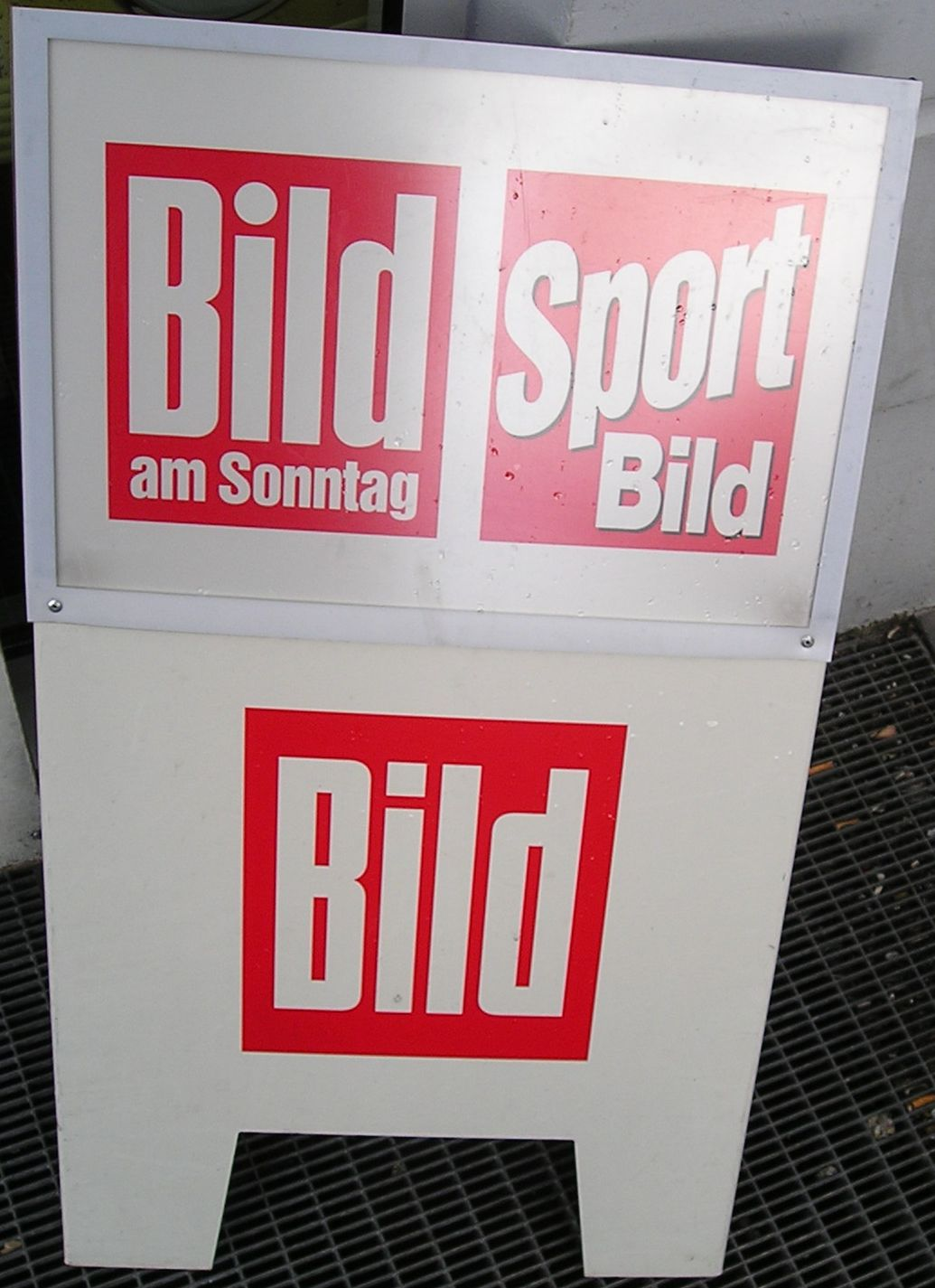
Valla sandwich

Una valla sandwich es un soporte publicitario diseñado para colocarse de pie sobre el suelo. 
Consiste en dos paneles de baja altura unidos por cuerdas o más comúnmente, por bisagras, que se abren y colocan en el pavimento adoptando así una forma de cuña. De este modo, el mensaje publicitario puede leerse por los dos lados indistintamente. 
Generalmente, se sitúan en el exterior junto al establecimiento cuyos productos están promocionando constituyendo así un reclamo para el paseante. 
Entre sus ventajas, destacan: 
- Son ligeras y transportables por lo que pueden desplegarse y retirarse con facilidad. Su tamaño y ligereza las hace versátiles pudiendo cambiarse de ubicación de forma rápida.
- Por su forma triangular, el mensaje se sitúa en el ángulo de visión del consumidor por lo que pueden percibirse más fácilmente que otro tipo de anuncios colocados en vertical.
- Al situarse sobre la acera, representan un obstáculo en el camino del viandante lo que favorece que capte su atención y lea el mensaje que lleva escrito.

Una variación de las vallas sandwich la constituyen las vallas pizarra en las que el dueño del establecimiento escribe con tizas de uno o varios colores anuncios relativos a su producto. Así, es habitual encontrarlas junto a bares y restaurantes conteniendo el menú del día, la tabla de precios o alguna oferta especial. Tienen la ventaja de permitir variar el contenido del mensaje de forma inmediata sin coste adicional.

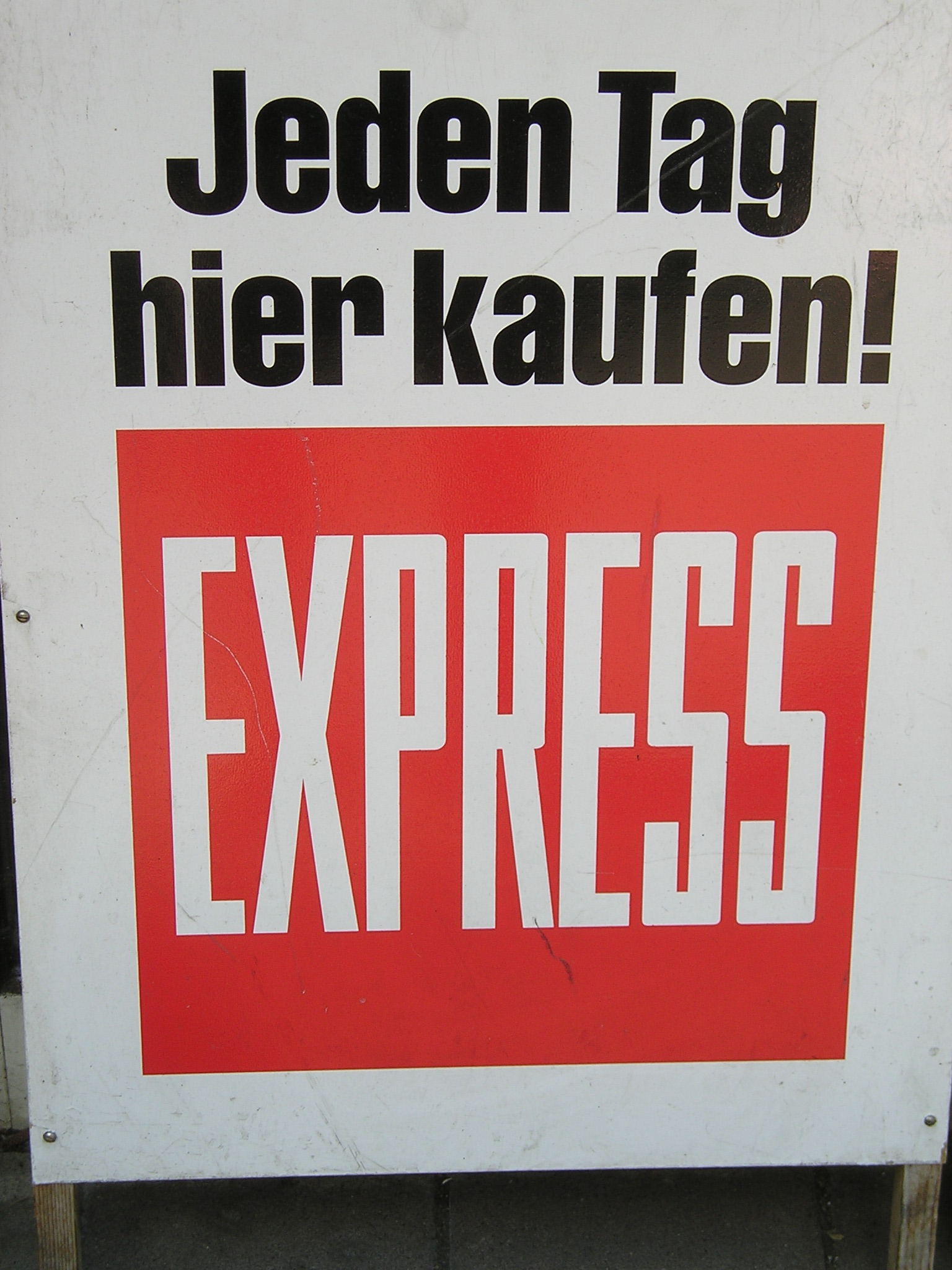
Valla sandwich en un kiosko
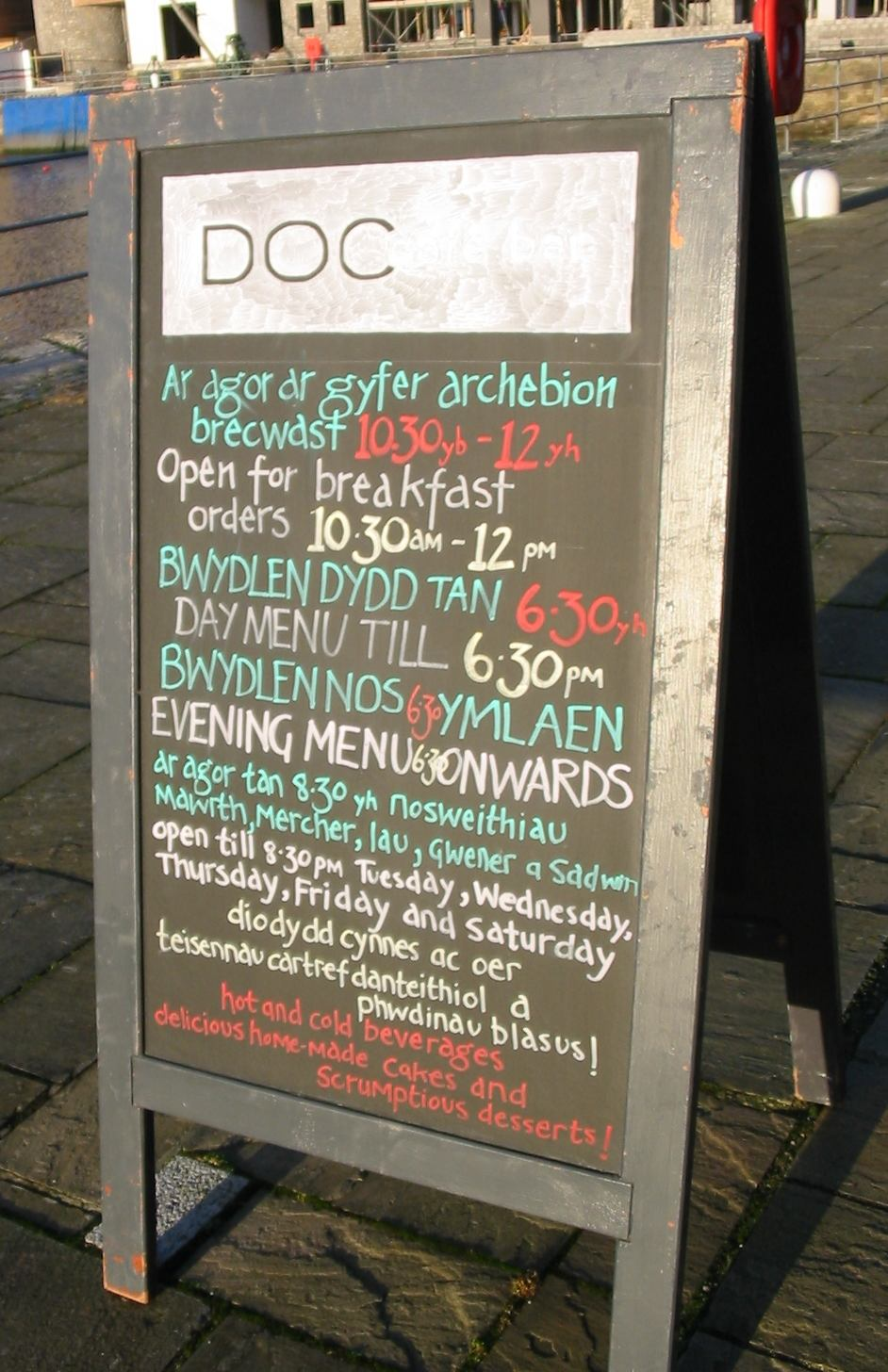
Valla pizarra con menú
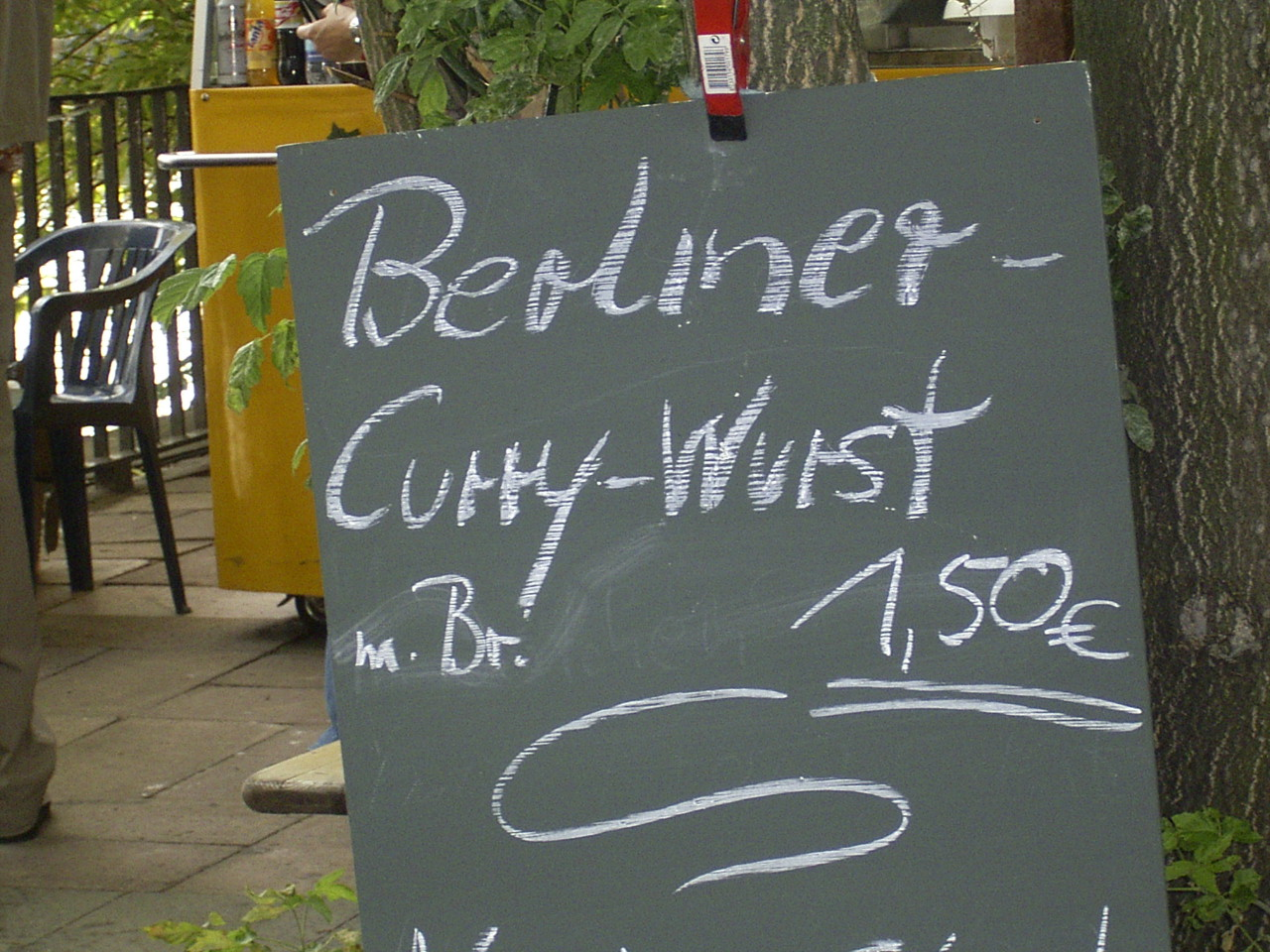
Valla pizarra en Berlín

- Datos: Q690700
- Multimedia: Sandwich boards / Q690700